# Uldum
Uldum is een plaats in de Deense regio Midden-Jutland, gemeente Hedensted, en telt 1316 inwoners (2008).

## Station

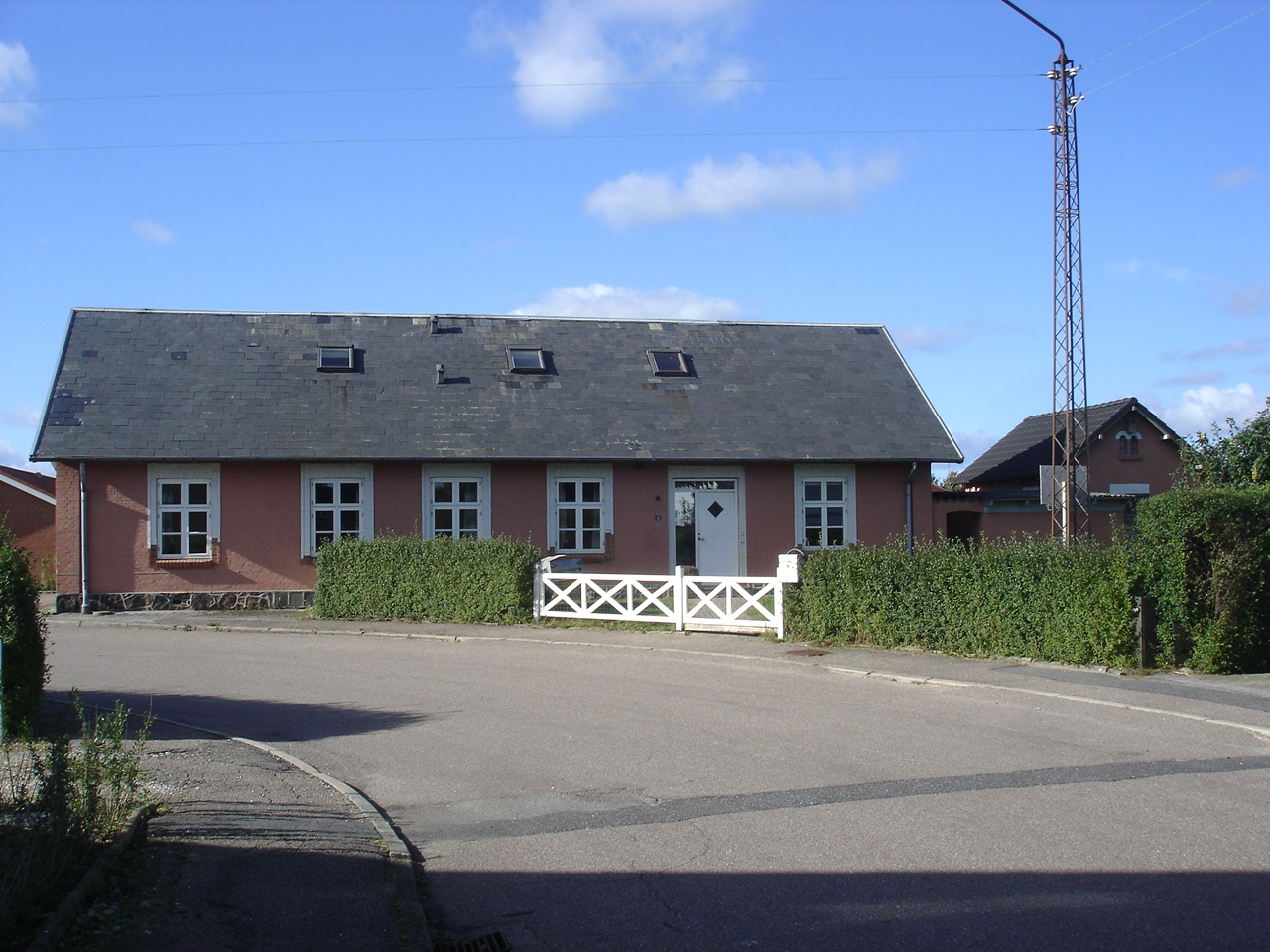
Voormalig station

Uldum ligt aan de route van de voormalige spoorlijn Horsens - Thyregod. De lijn werd in 1962 opgeheven, maar het stationsgebouw is bewaard gebleven.
- Virtual International Authority File: 126129782
- WorldCat: E39PBJwdg3TMCYRwwy74jxwV4q